# هواتف أوبو
هواتف أوبو هي هواتف ذكية تنتجها شركة أوبو الصينية. وهي تنتج الهواتف في سلسلة A، وFind Series، وF Series، وN series، وR. تنتج Oppo أيضًا سماعات الرأس ومشغلات بلو راي تحت علامتها التجارية أوبو ديجيتال.

## سلسلة F
سلسلة Oppo F عبارة عن أجهزة تعمل بمعالجات ميدياتيك، حيث استخدم OPPO شعارها "Selfie Expert" 